# Partido judicial de Seo de Urgel
El Partido judicial de  Seo de Urgel es uno de los 49 partidos judiciales en los que se divide la Comunidad Autónoma de Cataluña, siendo el partido judicial n.º 5 de la provincia de Lérida.
El ámbito territorial, que viene regulado por el Real Decreto 529/1983, de 9 de marzo, comprende las localidades de :
Alás Serch, Arseguell, Bellver de Cerdaña, Cabó, Cavá, Coll de Nargó, El Pont de Bar, Estamariu, Fígols y Aliñá, Josá Tuixent, La Vansa i Fórnols, Lles, Montellà i Martinet, Montferrer Castellbó, Orgañá, Prats y Sampsor, Prullans, Ribera de Urgellet, Riu de Cerdanya, Seo de Urgel, Valls de Aguilar, Valles del Valira y La Vansa Fornols.